# Геллем (Небраска)
Геллем (англ. Hallam) — селище (англ. village) в США, в окрузі Ланкастер штату Небраска. Населення — 268 осіб (2020).

## Географія
Геллем розташований за координатами 40°32′15″ пн. ш. 96°47′12″ зх. д. / 40.53750° пн. ш. 96.78667° зх. д. (40.537517, -96.786609).  За даними Бюро перепису населення США в 2010 році селище мало площу 0,44 км², уся площа — суходіл.

## Демографія
Згідно з переписом 2010 року, у селищі мешкало 213 осіб у 78 домогосподарствах у складі 63 родин. Густота населення становила 483 особи/км².  Було 81 помешкання (184/км²).
Расовий склад населення:
| - 95,3 % — білих - 3,3 % — азіатів - 0,9 % — корінних американців |

До двох чи більше рас належало 0,5 %. Частка іспаномовних становила 0,0 % від усіх жителів.
За віковим діапазоном населення розподілялося таким чином: 27,7 % — особи молодші 18 років, 65,3 % — особи у віці 18—64 років, 7,0 % — особи у віці 65 років та старші. Медіана віку мешканця становила 35,1 року. На 100 осіб жіночої статі у селищі припадало 115,2 чоловіків;  на 100 жінок у віці від 18 років та старших — 97,4 чоловіків також старших 18 років.
Середній дохід на одне домашнє господарство  становив 97 162 долари США (медіана — 67 000), а середній дохід на одну сім'ю — 76 612 долари (медіана — 74 500). За межею бідності перебувало 1,3 % осіб, у тому числі 0,0 % дітей у віці до 18 років та 0,0 % осіб у віці 65 років та старших.
Цивільне працевлаштоване населення становило 135 осіб. Основні галузі зайнятості: виробництво — 19,3 %, освіта, охорона здоров'я та соціальна допомога — 18,5 %, роздрібна торгівля — 14,1 %, будівництво — 11,9 %.